# Коломієць Микола Іванович
Микола Іванович Коломієць (нар. 11 березня 1941 р. смт. Буча, Київська область, Українська РСР, СРСР) — український поет і різьбяр. Член Національної спілки письменників України (1998).

## Із біографії
Народився в смт. Буча Київської області. В 1941 році сім'я переїхала в селище Антоніни на Красилівщині.
Після закінчення Антонінської середньої школи навчався в Хустському культосвітньому технікумі Закарпатської області. Тут Хустська райгазета почала  друкувати його перші вірші. Строкову службу в рядах Радянської армії проходив у Білорусії. Навчався в Уманському сільськогосподарському інституті, у 1968 році вступив до Чернівецького держуніверситету. 
Друкувався в Антонінській і Уманській райгазетах. Згодом друкується в газетах «Молода Черкащина», «Молодь Закарпаття», «Закарпатській правді», «Молодому буковинці», «Молоді України», в збірнику молодих поетів «Сонячний годинник». Кілька разів обирався головою Уманського літературного об'єднання та керівником літературної студії Чернівецького університету, працював кореспондентом українського радіо по Чернівецькій області. На останньому курсі навчання в Чернівецькому університеті був звинувачений в націоналізмі, був відрахований і потім працював в одній з багатотиражок будівельників Красноярського краю.
Повернувшись в Україну, працював шліфувальником київського заводу «Червоний екскаватор», токарем, художником-прикладником, мистецтвознавцем Чернівецького художнього фонду. Свої вироби з дерева виставляв у виставкових залах Чернівців, Києва, Москви і Будапешту. Кілька живописних робіт знаходиться в США і Польщі.
З 1987 року проживав у Красилові, займався  творчою роботою, дослідницькою роботою життя і творчості поета-воїна Володимира Булаєнка.
1998 року прийнятий до Спілки письменників України. В 2000 р. лауреат обласної премії імені Володимира Булаєнка.

## Творчість
Автор збірок поезії:
- «Абетка для дорослих» (1997),
- «Роздоріжжя» (1997),
- «Відлуння думок» (1997),
- «Перестигла тиша» (1999),
- «Зойки блискавиці» (1999),
- «Нектар вітрів» (1999),
- «Прости, Афганістан» (2000),
- «Голі сни» (2001),
- «Пригорща» (2004),
- «Літній сніг» (2004),
- «Полум'я тонесенької свічки» (2004),
- «Пісня хрущів» (2008),
- «Солов'їний рай» (2014).